# Луций Корнелий Малугиненсис Уритин
Луций Корнелий Малугиненсис Уритин (на латински: Lucius Cornelius Maluginensis Uritinus) e римски политик, сенатор и военен. Произлиза от клон Малугиненсис на патрицианската фамилия Корнелии.
През 459 пр.н.е. той e консул с колега Квинт Фабий Вибулан. Бие се успешно против волските и получава след това триумф.
Неговият син Марк Корнелий Малугиненсис e също успешен политик.